# Juraj Dolník
Juraj Dolník (ur. 20 sierpnia 1942 w Irsie) – słowacki językoznawca. Zajmuje się językoznawstwem ogólnym i badaniami nad współczesnym językiem słowackim. Jest czołowym przedstawicielem lingwistyki teoretycznej oraz filozofii języka na gruncie słowackim.

## Życiorys
W latach 1959–1964 studiował słowacystykę i germanistykę na Wydziale Filozoficznym Uniwersytetu Komeńskiego w Bratysławie. W 1978 r. uzyskał tytuł PhDr.; od 1980 r. kandydat nauk, od 1986 r. docent; od 1990 r. doktor nauk. Od 1985 r. pracownik Katedry Języka Słowackiego na Wydziale Filozoficznym Uniwersytetu Komeńskiego. W 1995 r. otrzymał profesurę. Był także długoletnim wykładowcą Uniwersytetu Mateja Bela w Bańskiej Bystrzycy. Został zatrudniony w Instytucie Językoznawstwa im. Ľudovíta Štúra.
Jest autorem podręczników i monografii z zakresu językoznawstwa. Należy do redakcji czasopism językoznawczych, zarówno krajowych (m.in. „Jazykovedný časopis”, „Slovenská reč”), jak i zagranicznych (m.in. „Slovo a slovesnost”). W swojej pracy naukowej porusza problematykę funkcjonowania języka i akwizycji językowej, a także zagadnienia związane z językiem standardowym. Jest twórcą alternatywnych sposobów pojmowania języka w jego naturalnych związkach; wniósł wkład w tzw. lingwistykę eksplanacyjną.
Został odznaczony Złotym Medalem Wydziału Filozoficznego Uniwersytetu Komeńskiego (2002), Złotym Medalem Uniwersytetu Komeńskiego (2007), Wielkim Medalem Srebrnym Uniwersytetu Komeńskiego (2012) oraz Srebrnym Medalem Uniwersytetu Mateja Bela w Bańskiej Bystrzycy (2007). W 2011 r. otrzymał nagrodę Funduszu Literatury za dorobek w zakresie literatury fachowej. W 2014 r. został uhonorowany tytułem doktora honoris causa, przyznanym przez Uniwersytet Mateja Bela w Bańskiej Bystrzycy.

## Wybrana twórczość
- Prekladať články z učebníc? „Cizí jazyky ve škole”, 16, 1972/73, s. 319–322.
- Motivácia a hodnota termínu. „Kultúra slova”, 17, 1983, s. 133–146.
- Funkcia jazyka. „Jazykovedný časopis”, 34, 1983, s. 97–107, rus. res. s. 107.
- Slovo v jazykovej komunikácii. [w:] Sborník studií a zpráv kateder jazyků VVŠ. J. Hladký (red.). Brno, Vojenská akademie Antonína Zápotockého 1985, č. 2, s. 13–21.
- Lexikálna sémantika, 1990.
- Jazyková kritika na Slovensku. (Úloha jazykovej kritiky.) [w:] „Studia Academica Slovaca”. 27. Prednášky XXXIV. letného seminára slovenského jazyka a kultúry. Red. J. Mlacek. Bratysława, Stimul – Centrum informatiky a vzdelávania FF UK 1998, s. 35–41.
- Základy lingvistiky, 1999. Brak numerów stron w książce
- Teória spisovného jazyka so zreteľom na spisovnú slovenčinu, 2010.
- Jazyk, človek, kultúra, 2010.